# Jardin botanique de Jérusalem

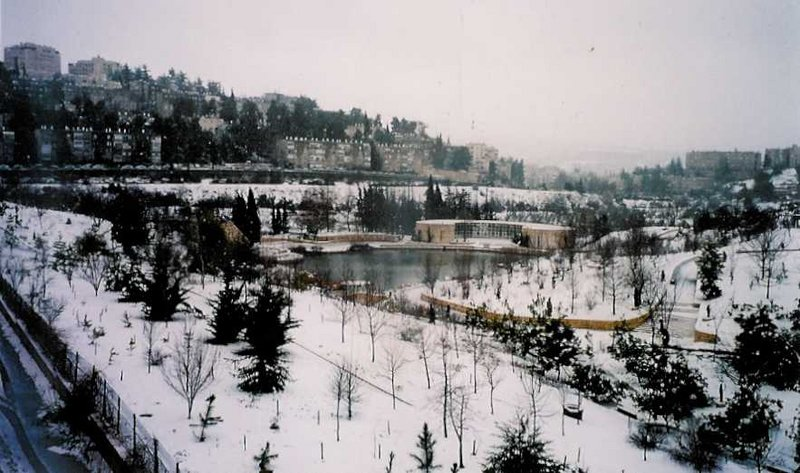
Le jardin botanique de Jérusalem sous la neige.

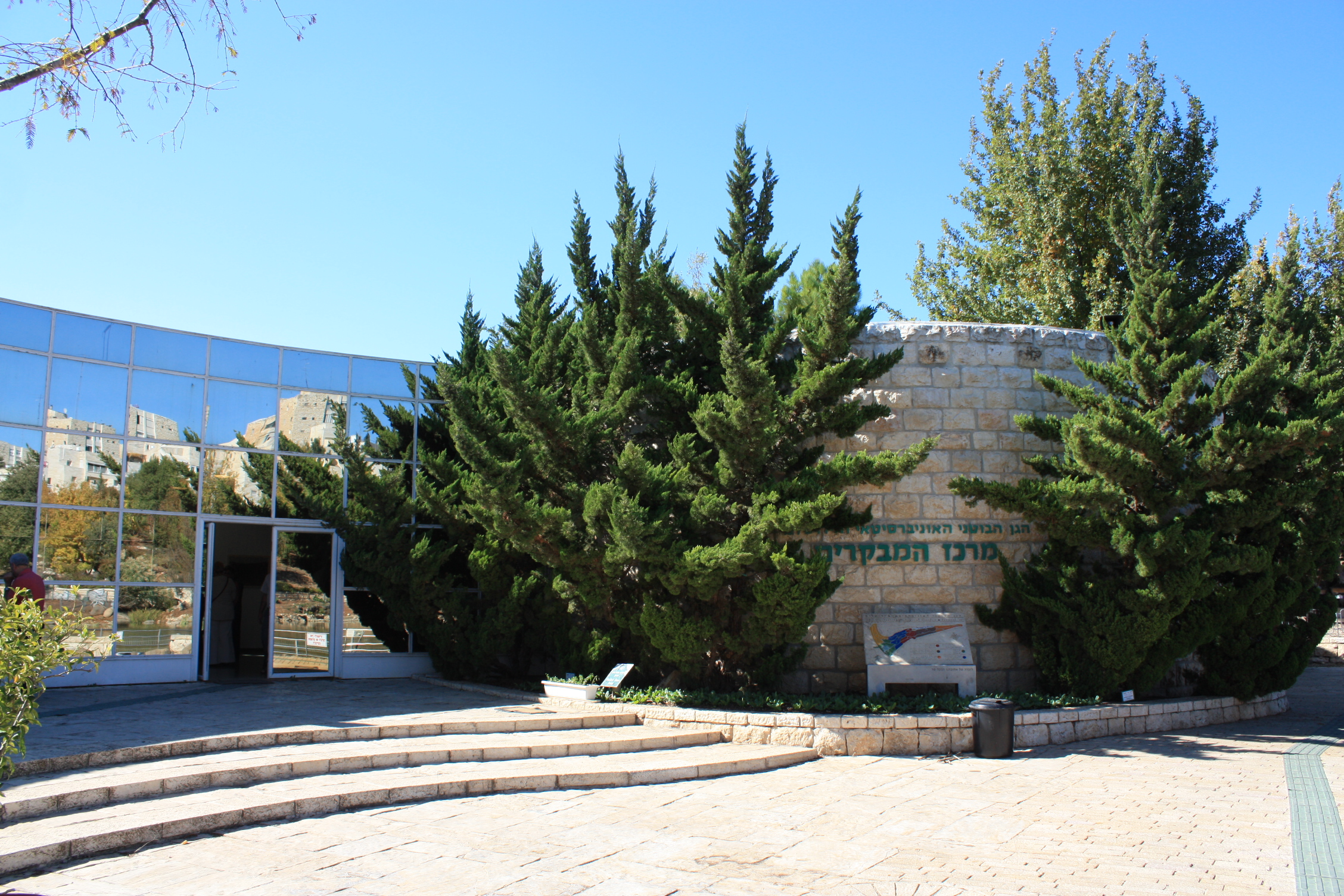
Conservatoire Florence Dvorsky.

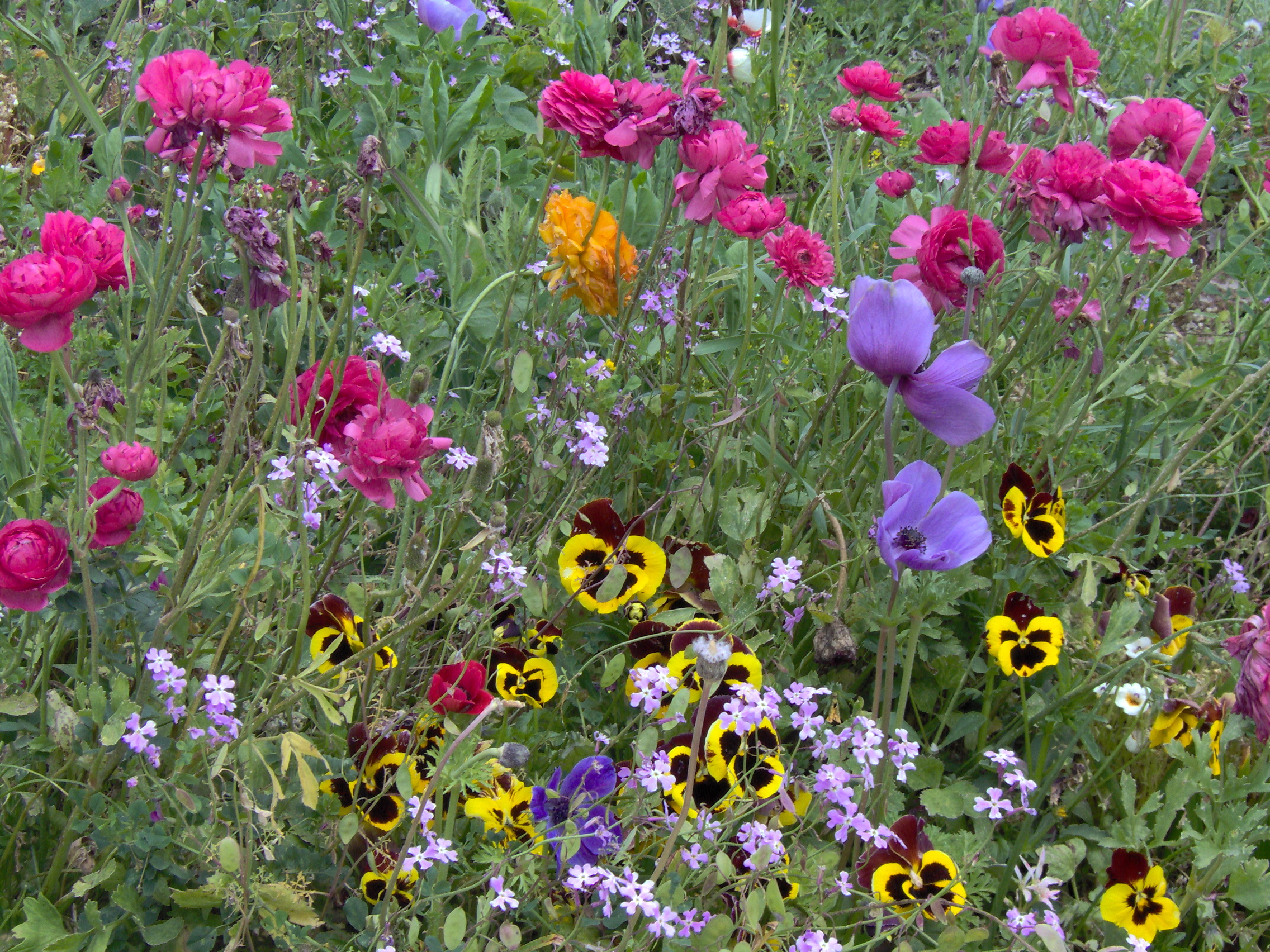
Floraison au jardin botanique de Jérusalem.

Le jardin botanique de Jérusalem, initialement prévu comme le successeur du Jardin botanique national d'Israël sur le mont Scopus (qui néanmoins existe toujours en tant qu'entité distincte), est situé dans le quartier de Nayot à Jérusalem, sur le bord sud-est du campus Guivat Ram de l 'Université hébraïque de Jérusalem.
Le jardin est organisé en sections phytogéographiques, mettant en vedette la flore de diverses régions du monde. Le jardin botanique de Jérusalem a été ouvert au public en 1985. Le conservatoire tropical a ouvert en 1986 et la section Afrique du Sud a été plantée en 1989. L'Entrance Plaza Hank Greenspan, le centre des visiteurs Dvorsky et le restaurant ont été construits en 1990.

## Histoire
Les plans du premier Jardin botanique national d'Israël, sur un terrain acheté sur le mont Scopus en 1926, ont été élaborés par Alexander Eig, président du Département de botanique de l'Université hébraïque. Ils sont basés sur la flore de la Terre d'Israël du Mont-Liban au désert. La plantation a commencé en 1931. Le jardin botanique du mont Scopus a été la première implantation du Zoo biblique.
En 1948, lors de la guerre israélo-arabe de 1948, l'accès au mont Scopus et au campus universitaire a été coupé du reste d'Israël, et la décision a été prise de créer un nouveau jardin botanique près de la Bibliothèque nationale et universitaire juive, sur le nouveau campus de l'Université hébraïque de Guivat Ram dans l'ouest de Jérusalem. Le nouveau jardin botanique, comprenant une collection unique de conifères, a été ouvert en 1954, peu de temps après la création du campus de Guivat Ram. En 1962, une colline rocheuse dans le sud-est du campus a été plantée de conifères d'Amérique du Nord. Cette année-là, Michael Avishai est nommé directeur scientifique des jardins. De nombreux arbres proviennent de sa collection privée de semences.
Le financement est resté un problème sérieux jusqu'à la création de la Société des amis du jardin botanique en 1975. Le jardin est alors devenu un projet conjoint de l'université, de la municipalité de Jérusalem et du Fonds national juif. Un conseil scientifique a été créé et l'architecte Shlomo Aronson a été chargé d'établir les plans. En 1981, l'Association du jardin a été fondée et un conseil de direction a été nommé. Le jardin a été ouvert au public en 1985. En 1994, il est détaché de l'Université hébraïque et, depuis 1996, il est géré par l'Association du jardin botanique.

## Bonsaïs
La section japonaise du jardin contient plus de 150 arbres bonsaïs. C'est la plus grande collection concentrée de bonsaïs au monde.

## Oiseaux
Les ornithologues ont identifié 46 espèces d'oiseaux qui visitent le jardin tout au long de l'année.

## Sentier de la Bible
Le « sentier de la Bible », long de 500 mètres, est planté de la plupart des 70 espèces que les scientifiques ont identifiées comme faisant partie des 400 types de plantes mentionnés dans la Bible.

## Espèces menacées
L'un des objectifs du jardin est de créer une banque de gènes vivante pour protéger les plantes menacées en Israël et dans l'ensemble de la région.